# 2000-es magyar tekebajnokság
A 2000-es magyar tekebajnokság a hatvankettedik magyar bajnokság volt. A bajnokságot május 6. és 7. között rendezték meg Szegeden, a Postás pályáján.

## Eredmények
| Versenyszám            | Arany                                        | Arany | Ezüst                                                | Ezüst | Bronz                                                                 | Bronz |
| ---------------------- | -------------------------------------------- | ----- | ---------------------------------------------------- | ----- | --------------------------------------------------------------------- | ----- |
| Férfi napi egyéni      | Szabó Sándor BBSV Wien                       | 985   | Pete László BKV Előre                                | 983   | Karsai László Szegedi TE                                              | 981   |
| Férfi páros            | Mészáros József, Pete László BKV Előre       | 2033  | Bódi Tibor, Földesi Zsolt Szegedi TE                 | 1916  | Rákos József, Mocsinka Árpád Ferencvárosi TC                          | 1914  |
| Férfi összetett egyéni | Mészáros József BKV Előre                    | 2025  | Szabó Sándor BBSV Wien                               | 1969  | Pete László BKV Előre                                                 | 1953  |
| Női napi egyéni        | Szabó Mónika Ferencvárosi TC                 | 468   | Lovász Krisztina Köfém SC                            | 459   | Drajkó Imréné BKV Előre                                               | 458   |
| Női páros              | Szabó Mónika, Bíró Zsuzsanna Ferencvárosi TC | 863   | Herczegné Vajda Gabriella, Lovász Krisztina Köfém SC | 860   | Nagy Lászlóné, Izsákiné Kuzma Katalin Postás-Matáv SE, Rákoshegyi VSE | 849   |
| Női összetett egyéni   | Szabó Mónika Ferencvárosi TC                 | 918   | Mracskó Annamária Szegedi ESK                        | 902   | Lovász Krisztina Köfém SC                                             | 886   |